# بیل آلکاک
بیل آلکاک (انگلیسی: Bill Allcock; ۱۸ ژوئیهٔ ۱۹۰۷ – ۱۹۷۱ (۶۳−۶۴ سال)) بازیکن فوتبال اهل بریتانیا بود.
از باشگاه‌هایی که در آن بازی کرده‌است می‌توان به باشگاه فوتبال برافورد پارک آونیو، باشگاه فوتبال گرنثم تاون، و باشگاه فوتبال بارو اشاره کرد.